# Palasport (album)
Palasport è il primo album dal vivo del complesso italiano dei Pooh, pubblicato nel 1982 in collaborazione con l'etichetta CGD.

## Descrizione
Registrato dal vivo al Palasport di Reggio Emilia durante la tournée che promuoveva Buona fortuna, comprende diversi brani di questo album. Trovano spazio, oltre alle canzoni nuove del gruppo, anche i brani degli anni 1966-1972, proposti in un celebre medley riassuntivo che viene introdotto e concluso dal pezzo Banda nel vento (per i pezzi degli anni sessanta si tratta di una novità assoluta: prima del 1981, infatti, essi venivano sistematicamente ignorati nei concerti del gruppo). La produzione del complesso tra il 1974 ed il 1978 resta invece piuttosto sacrificata, eccezion fatta per il brano Pierre. In quest'ultimo, che non prevede l'uso della batteria, Stefano D'Orazio suona il flauto traverso. All'ultimo momento prima della pubblicazione viene escluso del materiale abbastanza importante per i concerti di allora: si tratta del medley con diversi nuovi pezzi dell'album Buona fortuna (Lascia che sia, Fotografie ed altre): infatti questo disco, uscito pochi mesi prima, continua ancora a vendersi molto bene.
Il gruppo tarda un poco con questa prima esperienza di incisione dal vivo, presumibilmente a causa di un certo perfezionismo. Infatti, i Pooh volevano produrre un album dal vivo rinunciando il più possibile a manipolazioni successive in studio (che saranno fatte parsimoniosamente, solo per le tastiere nelle sezioni finali dei pezzi Parsifal ed Inca).
Escono in questo album due pezzi inediti che facevano parte del concerto della tournée: Canzone per l'inverno e Siamo tutti come noi. Questi sono tuttora gli unici della discografia a non essere mai usciti in versione studio.
Nella versione su CD sono state eliminate alcune parti in cui i componenti del gruppo parlano del proprio repertorio.

## Tracce
CD1
1. Canterò per te (Battaglia - Negrini)
2. Buona fortuna (Facchinetti - D'Orazio)
3. Dove sto domani (Facchinetti - Negrini)
4. Inca (Facchinetti - Negrini)
5. Siamo tutti come noi (Facchinetti - Negrini) - (inedito)
6. Notte a sorpresa (Facchinetti - Negrini)
7. Vienna (Battaglia - Negrini)
8. Aria di mezzanotte (Facchinetti - D'Orazio)
9. Ultima notte di caccia (Facchinetti - Negrini)
10. Pierre (Facchinetti - Negrini)

CD2
1. Parsifal (Parte Iª) (Facchinetti - Negrini)
2. Parsifal (Parte IIª) (Facchinetti)
3. Canzone per l'inverno (Facchinetti - Negrini) - (inedito)
4. Chi fermerà la musica (Facchinetti - Negrini)
5. Banda nel vento (Facchinetti - Negrini)
6. Quello che non sai (Rag doll ) (Crewe - Gaudio - Negrini)
7. Piccola Katy (Facchinetti - Negrini)
8. In silenzio (Facchinetti - Negrini)
9. Tanta voglia di lei (Facchinetti - Negrini)
10. Pensiero (Facchinetti - Negrini)
11. Noi due nel mondo e nell'anima (Facchinetti - Negrini)
12. Nascerò con te (Facchinetti - Negrini)
13. Banda nel vento (ripresa) (Facchinetti - Negrini)
14. Viva ( Strumentale ) (Facchinetti)
15. Ancora tra un anno (Facchinetti - Negrini)

## Formazione
- Roby Facchinetti – voce, pianoforte elettrico, tastiere
- Dodi Battaglia – voce, chitarra, tastiere
- Stefano D'Orazio – voce, batteria, flauto traverso
- Red Canzian – voce, basso, violoncello.